# Clapham Junction

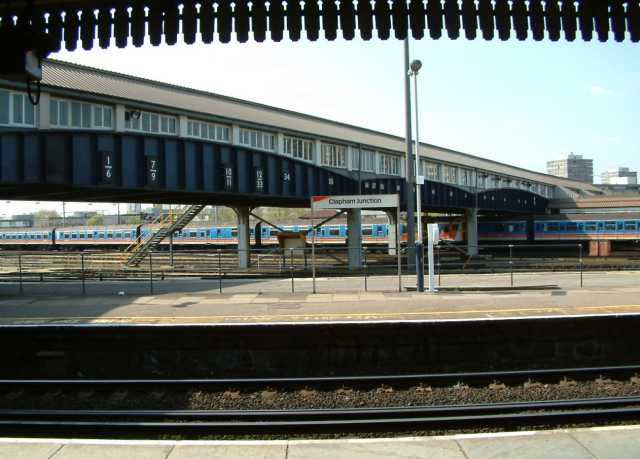
Az állomás feletti gyalogos híd

A Clapham Junction vasútállomás egy vasúti elágazó állomás Londonban, Angliában. Az állomás 1863. március 2-án nyílt meg.
A világon a legtöbb vasúti szerelvény itt halad át egy nap. Waterloo és London Victoria pályaudvarok felé is Clapham Junctionon keresztül mennek a vonatok, ezért adódik, hogy 2 000 szerelvényt számolhatunk meg itt egy hétköznapon. Csúcsidőben ez 180 vonatot jelent egy órában, melyek közül 117 meg is áll itt. Ez nem a legforgalmasabb állomás az utasok számát tekintve. Kb. 430 000 ember utazik itt át minden nap, ebből 135 000 a csúcsforgalom idején. Az átszálló utasok teszik ki a forgalom negyven százalékát.

## Vasútvonalak
Az állomást az alábbi vasútvonalak érintik:
- South Western Main Line
- Alton line
- South London Line
- West London Line

## Kapcsolódó állomások
A vasútállomáshoz az alábbi állomások vannak a legközelebb:
- Vauxhall station (London Waterloo pályaudvar, South Western Main Line)
- Earlsfield railway station (Weymouth railway station, South Western Main Line)
- Battersea Park railway station (London Victoria pályaudvar, Brighton Main Line)
- Wandsworth Road railway station (Dalston Junction, Dalston Junction to Clapham Junction)
- Wandsworth Town railway station (Reading állomás, Waterloo–Reading-vasútvonal)
- Queenstown Road railway station (London Waterloo pályaudvar, Waterloo–Reading-vasútvonal)
- Imperial Wharf railway station (Willesden Junction railway station, Stratford, Clapham Junction to Stratford)
- Wandsworth Common railway station (Brighton railway station, Brighton Main Line)

## Balesetek
1988. december 12-én reggel két ütközés történt az állomástól délnyugatra. Három munkásvonat ütközött össze, harmincöt ember meghalt és több mint 500-an megsebesültek.